# الاستكشاف (التعلم من أجل الحياة)
الاستكشاف هو برنامج تعليمي مهني تفاعلي قائم على موقع العمل التعلم من أجل الحياة، وهي إحدى الشركات التابعة لـ الكشافة الأمريكية. يُطلق على المشاركين في البرنامج اسم المستكشفون أو مستكشف الكشافة . البرنامج الشباب في الصفوف من السادس إلى الثامن (استكشاف الأندية) والشباب والشابات الذين تتراوح أعمارهم بين 14و 20 عامًا (استكشاف الوظائف). وحدات الاستكشاف (النوادي أو المشاركات)، برعاية الشركات المحلية والوكالات الحكومية والمنظمات غير الربحية، وعادة ما تركز على مجال وظيفي واحد، ولكن يمكنها أيضًا تعريف الشباب بمجموعة متنوعة من المجالات المهنية في وحدة واحدة.
قبل عام 1998، كان برنامج الاستكشاف، برنامج BSA الرئيسي للشباب الأكبر عمراً وشمل وظائف مع أيضًا التركيز على الأنشطة الخارجية، والتي أصبحت الآن جزءًا من برنامج المغامرات. 

## روابط خارجية
- الموقع الرسمي
- Brown، Michael. "A History of Senior Scouting Programs of the BSA". مؤرشف من الأصل في 2024-11-17.
- "Scouts Train to Fight Terrorists, and More". The New York Times. – Explorers get training in counter-terrorism, with slideshow.